# Culex chorleyi
Culex chorleyi är en tvåvingeart som beskrevs av Edwards 1941. Culex chorleyi ingår i släktet Culex och familjen stickmyggor. Inga underarter finns listade i Catalogue of Life.